# San Martín (Málaga)
San Martín es un barrio perteneciente al distrito Bailén-Miraflores de la ciudad andaluza de Málaga, España. Según la delimitación oficial del ayuntamiento, limita al norte con el barrio de Granja Suárez; al este, con el barrio de La Encarnación; al sur, con Carlos Haya; y al oeste con La Florida.

## Transportes
En autobús queda conectado mediante las siguientes líneas de la EMT: 
| Línea | Trayecto                          | Recorrido | Frecuencia    |
| ----- | --------------------------------- | --------- | ------------- |
| 38    | Alameda Principal - Granja Suárez | Recorrido | 20-25 minutos |